# Анатолий Бишовец
Анатолий Бишовец (на руски: Анатолий Бышовец) е съветски и руски футболист и треньор. Почетен майстор на спорта на СССР (1991). Почетен треньор на СССР (1989).

## Кариера
Бишовец е юноша на Динамо Киев, където той започва да играе под ръководството на треньорите Николай Мелниченко и Николай Фомин.
На терена се откроява за сметка на индивидуалните качества: техничен и често е използван да надиграва противника. В предните редици на Динамо играе заедно с друг дрибльор – Владимир Мунтян.
В шампионата на Съветския съюз изиграва 139 мача и вкарва 49 гола. Шампион на СССР 1966, 1968, 1971 г. Носител на Купата на СССР за 1964 и 1966 г.
За националния отбор на СССР има 39 мача и 15 гола. През юни 1967 г., в мача срещу Австрия (4:3), 21-годишният нападател вкарва един от най-красивите голове в кариерата си, като след подаването на Валерий Воронин прави „странична ножица“. Участник в Европейското първенство през 1968 г. (4-то място), както и на Световната купа през 1970 г. (най-резултатен и най-добрият играч на националния отбор на СССР на Световното първенство 1970 г.).
Приключва кариерата си рано, на 27 години, поради повторна травма на коляното, което първо получава на 23-годишна възраст.

## Отличия

### Отборни
Динамо Киев
- Съветска Висша лига: 1966, 1967, 1968, 1971
- Купа на СССР по футбол: 1964, 1966

### Треньор
СССР
- Златен медал на Летни олимпийски игри 1988

Локомотив Москва
- Купа на Русия по футбол: 2007